# Saint-Cirq (Dordogne)
Saint-Cirq is een voormalige gemeente in het Franse departement Dordogne in de regio Nouvelle-Aquitaine, maakt deel uit van het arrondissement Sarlat-la-Canéda en telt 128  inwoners (2016).

## Geschiedenis
Deze gemeente maakte deel uit van het kanton Saint-Cyprien tot dit op 22 maart 2015 werd opgeheven en Les Eyzies-de-Tayac-Sireuil werd opgenomen in het kanton Vallée de l'Homme. 
Op 1 januari 2019 fuseerde Saint-Cirq met Les Eyzies-de-Tayac-Sireuil en Manaurie tot de commune nouvelle Les Eyzies.

## Geografie
De oppervlakte van Saint-Cirq bedraagt 6,1 km², de bevolkingsdichtheid is dus 17,9 inwoners per km².
De onderstaande kaart toont de ligging van Saint-Cirq (Dordogne) met de belangrijkste infrastructuur en aangrenzende gemeenten.

## Demografie
Onderstaande figuur toont het verloop van het inwonertal.